# خانه متقی
خانه متقی مربوط به دوره پهلوی است و در شهرضا، خیابان صاحب الزمان، جنب حامه سرای امین واقع شده و این اثر در تاریخ ۲۲ آبان ۱۳۸۶ با شمارهٔ ثبت ۲۰۰۰۷ به‌عنوان یکی از آثار ملی ایران به ثبت رسیده است.